# 양영중학교
양영중학교(養英中學校)는 대한민국 경기도 성남시 분당구 서현동에 있는 공립 중학교이다.

## 학교 연혁
- 1949년 6월 1일 : 양영고등공민학교 개설(이전 개편), 면장 이갑규와 유지 이인구, 한백효 등이 광주군 오포면 계림학원을 인수하여 분당리 157-2번지에 개설
- 1953년 12월 8일 : 양영고등공민학교 교사 낙성식(신축 준공), 국회의장 신익희 양육영재 휘호
- 1954년 1월 23일 : 양영중학교(공립) 인가
- 1954년 4월 6일 : 양영중학교 개교(초대 교장 이인구)
- 1992년 7월 1일 : 현위치로 이전 개교
- 2021년 3월 1일 : 제24대 김종숙 교장 취임
- 2024년 1월 5일 : 제70회 졸업
- 2024년 3월 4일 : 신입생 입학
- 2024년 9월 1일: 제 25대 류경리 교장 취임

## 참고 자료
- 양영중학교 - 한국교육학술정보원 학교알리미